# Кайоде Акінсанья
Кайоде Акінсанья (англ. Kayode Akinsanya; народився 9 червня 1976) — нігерійський бадмінтоніст.
Учасник Олімпійських ігор 1996 в одиночному і змішаному парному розрядах. В одиночному розряді у першому раунді поступився Томасу Стуер-Лаурідсену з Данії — 0:2. В змішаному парному розряді у першому раунді пара Кайоде Акінсанья/Обігелі Олорунсола поступилась парі Крістіан Якобсен/Лотте Ольсен з Данії — 0:2.
Чемпіон Африки в змішаному парному розряді (1996). Переможець Nigeria International в змішаному парному розряді (1995).